# Idaea holli
Idaea holli är en fjärilsart som beskrevs av Culot 1917. Idaea holli ingår i släktet Idaea och familjen mätare. Inga underarter finns listade i Catalogue of Life.